# Sahel (Marocco)
Sahel  (in arabo الساحل‎?) è un centro abitato e comune rurale del Marocco situato nella provincia di Larache, regione di Tangeri-Tetouan-Al Hoceima. Conta una popolazione di 17 496 abitanti (censimento 2014).